# Nortei Nortey
Nii Nortei Nortey, más conocido como Nortei Nortey (Londres, Inglaterra, 29 de octubre de 1994), es un futbolista inglés, pero de ascendencia ghanesa. Se desempeña como defensa y actualmente milita en el Chelsea FC de la Premier League de Inglaterra.

## Trayectoria
Nortei ha sido parte de la Academia del Chelsea Football Club desde los 15 años de edad, haciendo su debut con el equipo juvenil el 28 de agosto de 2010 frente al Sheffield Wednesday, al haber entrado de cambio al minuto 70 por Danny Stenning. Luego, Nortei sufrió una grave lesión en la rodilla que lo mantuvo fuera de las canchas durante nueve meses, regresando hasta el 30 de abril de 2011 en la victoria del Chelsea por 2-1 sobre el Bristol City, al haber sustituido al minuto 65 a Ruben Loftus-Cheek. En total, Nortei logró disputar solamente 4 encuentros con el equipo juvenil durante la temporada 2010-11.

## Clubes
| Club       | País       | Año             |
| ---------- | ---------- | --------------- |
| Chelsea FC | Inglaterra | 2010 - Presente |